# Rogue River (Oregon)
Pour les articles homonymes, voir Rogue River.
Rogue River est une municipalité américaine située dans le comté de Jackson en Oregon.
Lors du recensement de 2010, sa population est de 2 131 habitants. La municipalité s'étend sur 0,97 mille carré (2,51 km2).
La localité est fondée sur la rive nord de la Rogue River. Elle porte d'abord le nom de Tailholt avant d'être renommée Woodville, en l'honneur de John Woods, en 1872. Elle devient une municipalité le 8 octobre 1910 et est renommée Rogue River en 1912.